# Pimelabditus moli
Pimelabditus moli är en fiskart som beskrevs av Rosa Parisi och John G. Lundberg 2009. Pimelabditus moli ingår i släktet Pimelabditus och familjen Pimelodidae. Inga underarter finns listade i Catalogue of Life.